# Diario postumo
Con il termine Diario postumo si intende una raccolta di 84 poesie, pubblicate a nome di Eugenio Montale dopo la sua morte, in un arco di tempo che va dal 1986 al 1995. Tale raccolta, pubblicata poi in toto da Mondadori nel 1996, è stata giudicata apocrifa da molti studiosi ed è al centro di una complessa controversia editoriale.

## Storia
Le poesie furono pubblicate dal 1986 al 1995 dalla Fondazione Schlesinger, la cui presidente, Annalisa Cima, figura anche come dedicataria di molti dei componimenti presenti nel Diario. Lo stesso Montale era stato nominato presidente ad honorem della fondazione. Secondo la testimonianza di Annalisa Cima,  Montale aveva scritto le poesie tra il 1969 ed il 1979, con l'intenzione di creare una sorta di prosecuzione della propria presenza oltre la morte. Sarebbe poi stato lo stesso Montale, raggiunto il numero di 66 composizioni, a suddividere le liriche in 11 buste di sei poesie ciascuna, disponendo che esse fossero pubblicate a gruppi di sei ogni anno a partire da cinque anni dopo la sua morte, avvenuta poi il 12 settembre 1981. Nel plico contenente l'undicesima busta fu tuttavia inserito anche un pacchetto contenente diciotto ulteriori poesie, che portano il totale alle 84 canoniche. La storia editoriale delle liriche è stata raccontata dalla stessa Cima nel volume "Le occasioni del Diario postumo", nel 2012. L'intera raccolta fu pubblicata da Mondadori nel 1996 in occasione del centenario della nascita del poeta, in un'edizione critica curata da Rosanna Bettarini. 

## Controversie sull'attribuzione
Un forte dubbio di non autenticità dell'opera fu manifestato in particolare da Dante Isella e Giovanni Raboni pochi anni dopo la pubblicazione del diario. A tali critiche si contrapposero le opinioni favorevoli della curatrice, Rosanna Bettarini, e di altri filologi e letterati tra cui Maria Corti, testimone personale del trasferimento da parte di Montale ad Annalisa Cima di numerosi inediti negli anni settanta. Gli autografi del Diario postumo furono poi esposti a Lugano, fra il 24 e il 26 ottobre del 1997, in concomitanza di una conferenza celebrativa organizzata da Annalisa Cima all'hotel Splendid.
In tale contesto, Maria Corti dichiarò di avere personalmente assistito ad un passaggio di carte da Montale a Cima, e di aver ricevuto dallo stesso Montale la notizia del progetto del Diario postumo ("Repubblica", 4 settembre 1997, vedere Collegamenti esterni), e si disse "convinta, dopo aver visto gli autografi, che le correzioni siano 'assolutamente di Montale" ("L'Unità", 25 ottobre 1997).
Giuseppe Savoca pubblicò poi la "Concordanza", un'analisi dei testi del Diario a confronto con le altre opere di Montale e con le fonti ispiratrici del poeta. Dopo il convegno di Lugano i facsimili contenuti nell'opera di Savoca sono rimaste le uniche copie consultabili degli autografi.
Dopo circa un decennio di relativa tranquillità, la polemica si è ravvivata nel 2013 con la pubblicazione dell'articolo Un caso di attribuzionismo novecentesco: "Il Diario Postumo di Montale"  di Paola Italia e Paolo Canettieri ("Cognitive Philology", 6, 2013), seguito nel
2014 dalla pubblicazione del volume "I filologi e gli angeli. È di Eugenio Montale il Diario postumo?" di Federico Condello, che analizza dettagliatamente la storia editoriale del Diario, sottolineandone varie incongruenze. A tale pubblicazione è seguito un convegno a Bologna nel novembre 2014, i cui atti sono stati pubblicati in un volume miscellaneo del 2016, "Montale e pseudo Montale. Autopsia del 'Diario postumo'". In tale volume sono proposte numerose analisi linguistiche, metriche e stilistiche, nonché alcune indagini documentarie che, facendo riferimento ai materiali impiegati (principalmente i fac-simile dei manoscritti autografi del Diario) oppure a lettere e appunti conservati nell'Archivio Scheiwiller (ora presso il Centro Apice dell'Università di Milano), consentono di ricostruire alcuni periodi dell'attività di Annalisa Cima, specialmente tra il 1981 e il 1986. Da tali documenti non si evince alcun elemento a favore della tesi dell'autenticità, mentre alcuni dati confliggono con tutte le ricostruzioni proposte nelle varie dichiarazioni della dedicataria del Diario.
A seguito di tale evento, stante la necessità sempre più urgente di chiarire in maniera definitiva la questione dell'autenticità del diario, ad Annalisa Cima è stata fatta formale richiesta, tramite una lettera aperta firmata da oltre cento studiosi e datata 23 febbraio 2015,, di fornire gli originali manoscritti autografi del Diario, ancora in possesso della fondazione Schlesinger e conservati a Lugano, per essere analizzati.
"Sarebbe stato sufficiente chiedermeli. Avrebbero evitato di faticare sul nulla", aveva infatti dichiarato Cima tre mesi prima, con riferimento al convegno bolognese (Bruno Quaranta, "Il mio Montale: così giocava per confondere i critici", "La Stampa", 19 novembre 2014). 
Ad oggi (Luglio 2024) tale richiesta non ha ancora avuto risposta, a causa anche della morte della stessa Annalisa Cima il 5 Settembre del 2019.
Nel 2019, Giuseppe Marcenaro ("Il giallo del poeta", "Il Foglio", 22 luglio 2019) rese nota la testimonianza (4 settembre 1997) del nipote del poeta, Paolo Montale. "E’ divertito da quanto sta succedendo. Con semplicità, ironizzando sulla propria poca perspicacia, mi dice: 'Adesso capisco il senso di quanto un giorno lo zio mi confidò: 'Vedrai che casino scoppierà dopo la mia morte'". 